# René Formánek
René Formánek (* 9. ledna 1975, Nový Jičín) je bývalý český fotbalista, obránce.

## Fotbalová kariéra
V české lize hrál za FC Petra Drnovice, FK Marila Příbram, SK Sigma Olomouc a 1. FC Slovácko. Nastoupil ve 199 ligových utkáních a dal 7 ligových gólů. V Evropské lize UEFA nastoupil ve 2 utkáních a v její kvalifikaci ve 1 utkání. Dále hrál v nižších soutěžích za TJ Tatra Kopřivnice, FC Dukla Hranice, FK Avízo Město Albrechtice, FK Fotbal Třinec, SK Sigma Olomouc „B“ a SFC Opava.

## Ligová bilance
| Ročník                                 | Zápasy | Góly | Klub                 |
| -------------------------------------- | ------ | ---- | -------------------- |
| 2. česká fotbalová liga 1998/99        | 14     | 0    | 1. FC Synot          |
| Gambrinus liga 1998/99                 | 4      | 0    | FC Petra Drnovice    |
| Gambrinus liga 1999/00                 | 22     | 1    | FC Petra Drnovice    |
| Gambrinus liga 2000/01                 | 21     | 1    | FC Petra Drnovice    |
| Gambrinus liga 2001/02                 | 20     | 0    | FC Petra Drnovice    |
| Gambrinus liga 2001/02                 | 1      | 0    | FK Marila Příbram    |
| Gambrinus liga 2002/03                 | 21     | 2    | FK Marila Příbram    |
| Gambrinus liga 2003/04                 | 24     | 0    | FK Marila Příbram    |
| Gambrinus liga 2004/05                 | 28     | 2    | FK Marila Příbram    |
| Gambrinus liga 2005/06                 | 29     | 1    | FK Marila Příbram    |
| Gambrinus liga 2006/07                 | 16     | 0    | FK Marila Příbram    |
| Gambrinus liga 2006/07                 | 4      | 0    | SK Sigma Olomouc     |
| 2. česká fotbalová liga 2006/07        | 2      | 0    | SK Sigma Olomouc „B“ |
| 2. česká fotbalová liga 2007/08        | 13     | 1    | FK Fotbal Třinec     |
| 2. česká fotbalová liga 2008/09        | 25     | 0    | 1. FC Slovácko       |
| Gambrinus liga 2009/10                 | 9      | 0    | 1. FC Slovácko       |
| Moravskoslezská fotbalová liga 2010/11 | 24     | 1    | SFC Opava            |
| 2. česká fotbalová liga 2011/12        | 13     | 0    | Slezský FC Opava     |
| CELKEM 1. česká liga                   | 199    | 7    |                      |